# Fisting

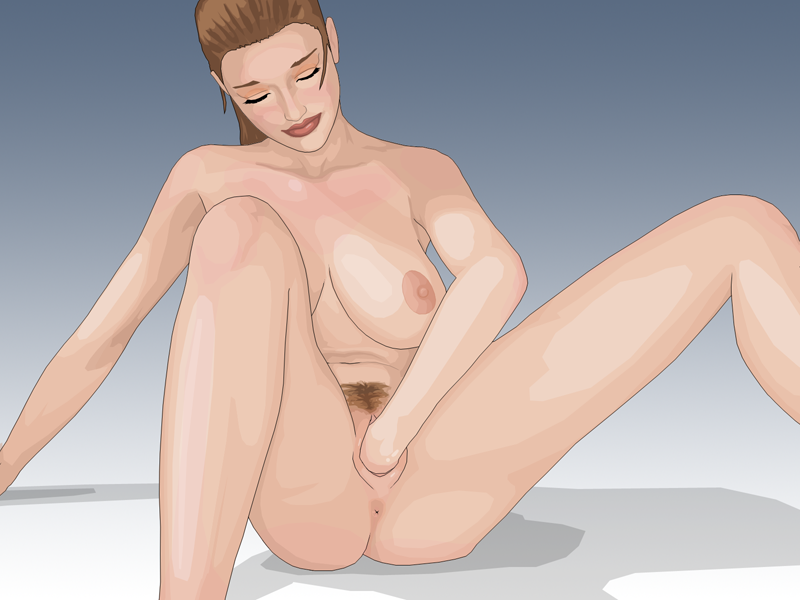
Ilustrace ženy provádějící fisting, tj. zasouvání pěsti do pochvy či řitního otvoru

Fisting je sexuální praktika, založená na vkládání ruky do pochvy (vaginální fisting) či análního otvoru (anální fisting, fisting análu). Vkládáním celé ruky se liší od prstění (angl. fingering), kdy je vkládán pouze jeden či více prstů.

## Charakteristika a varianty
Název praktiky pochází z anglického fist – „pěst“, samotné označení fisting by se dalo přeložit jako „pěsťování“, užívá se také termín fist fucking, což lze nevulgárně přeložit jako „sex pěstí“. Někdy se používá anglické označení handballing.
Fisting se užívá v heterosexuálních i homosexuálních vztazích, také jako forma masturbace. Existuje mělký fisting (vsunutí ruky po zápěstí) a hluboký fisting (vsunutí ruky až po předloktí). Provádí se také dvojitý fisting, který je prováděn zároveň jednou rukou do análního otvoru, druhou rukou pak do pochvy.[zdroj⁠?!]

## Hygiena a zdravotní rizika
Při fistingu se doporučuje užít lubrikační gel. Z hygienických důvodů by se měly používat polyuretanové nebo latexové rukavice, aby se zabránilo přenosu bakterií Escherichia coli nebo Shigella a následnému onemocnění gastroenteritidou, případně bacilární úplavicí. Při análním fistingu může dojít také k přenosu viru hepatitidy C nebo rektálního LGV.
Značné riziko zejména u análního fistingu spočívá v poranění svěrače nebo vzniku análních fisur, prostřednictvím kterých může pak dojít k přenosu viru HIV. Rovněž při vaginálním fistingu však může dojít k porušení vaginální sliznice, otoku, trhlinám, krevním výronům v parakolpiu (vazivu po stranách pochvy) či natržení pochvy; výjimečně až k poranění konečníku, hráze, zadní komisury, močové trubice a močového měchýře. K poranění často dochází pod vlivem alkoholu či drog nebo při neadekvátních násilných praktikách.
Pokud je fisting vykonáván pod vlivem rekreačních drog, může se stát zvlášť nebezpečným a za jistých okolností skončit až smrtí fistované osoby.